# Gnomibidion fulvipes
Gnomibidion fulvipes är en skalbaggsart som först beskrevs av Thomson 1865.  Gnomibidion fulvipes ingår i släktet Gnomibidion och familjen långhorningar.
Artens utbredningsområde är:
- Paraguay.
- Uruguay.

Inga underarter finns listade i Catalogue of Life.